# Paneeraq
Paneeraq er et grønlandsk navn som betyder "lille datter" på dansk.